# Вайншток, Семён Михайлович
Семён Михайлович Вайншток (род. 5 октября 1947, Климауцы, Дондюшанский район, Молдавская ССР) — советский и российский промышленник, бывший руководитель контролируемых государством компаний «Транснефть» (1999—2007) и «Олимпстрой» (2007–2008).

## Биография
Окончил Киевский инженерно-строительный институт по специальности инженер-строитель, позже — аспирантуру Тюменского нефтегазового университета. С 1982 года занимал должности заместителя начальника НГДУ «Повхнефть», заместителя генерального директора ПО «Когалымнефтегаз» «Главтюменнефтегаза» Миннефтепрома СССР.
С 1988 года — заместитель генерального директора, а с 1993 года — генеральный директор АООТ «Лукойл-Когалымнефтегаз». С 1995 по 1999 год — вице-президент «Лукойла» и генеральный директор ООО «Лукойл — Западная Сибирь».
С 1999 по 11.09.2007 — президент ОАО АК «Транснефть», член совета директоров, председатель правления. Руководил начальным этапом прокладки Восточного нефтепровода. Общественный деятель Алексей Навальный в ноябре 2010 года обвинил бывшее руководство «Транснефти» в многомиллиардных хищениях при реализации этого проекта и потребовал привлечь бывших топ-менеджеров к уголовной ответственности. Заместитель председателя Счётной палаты Валерий Горегляд подтвердил информацию, что имели место «серьёзные нарушения», в результате которых общий объём ущерба составил около 3,5 миллиардов рублей (при этом председатель Палаты Сергей Степашин опроверг слова Навального о похищенных 4 млрд долларов США, заявив, что «после устранения нарушений проект был неплохо реализован»).
С момента создания «Олимпстроя» Вайншток был назначен руководить подготовкой к проведению Сочинской олимпиады. C 11.09.2007 по 17.04.2008 — президент Государственной корпорации по строительству Олимпийских объектов и развитию города Сочи как горноклиматического курорта.
После ухода из «Олимпстроя» в 2008 году Вайншток уехал на постоянное место жительства в Лондон. Весной 2010 года переехал в Израиль. В том же году сообщалось, что он имеет гражданство Израиля. В августе 2010 года Вайншток возглавил совет директоров крупной израильской компании Israel's Financial Levers («Манофим финансим ле-Исраэль»).

## Награды и звания
- Орден «За заслуги перед Отечеством» III степени (10 июля 2008 года) — за большой вклад в развитие отечественной промышленности и многолетний добросовестный труд[6]
- Орден «За заслуги перед Отечеством» IV степени (19 мая 2003 года) — за большой личный вклад в развитие нефтяной промышленности и многолетний добросовестный труд[7]
- Медаль ордена «За заслуги перед Отечеством» II степени[8]
- Медаль «За освоение недр и развитие нефтегазового комплекса Западной Сибири»[8]
- Орден Преподобного Сергия Радонежского III степени (РПЦ)[9][8]
- Заслуженный работник Минтопэнерго России[8]
- Доктор социологических наук, профессор[4].
- Действительный член Международной академии информатизации, Академии горных наук и Академии технологических наук Российской Федерации.
- Знак отличия «За заслуги перед Томской областью» (2 сентября 2004 года) — за большой личный вклад в развитие Томской области и в связи с 400-летием города Томска[10]
- Орден «Содружество» (10 февраля 2006 года, Межпарламентская ассамблея СНГ) — за активное участие в деятельности Межпарламентской Ассамблеи и её органов, вклад в укрепление дружбы между народами государств — участников Содружества[11]
- Благодарность Президента Российской Федерации (29 декабря 2006 года) — за заслуги в подготовке и проведении встречи глав государств и правительств стран — членов «Группы восьми» в городе Санкт-Петербурге[12]